# 公立大学法人静岡社会健康医学大学院大学
公立大学法人 静岡社会健康医学大学院大学（こうりつだいがくほうじん しずおかしゃかいけんこういがくだいがくいんだいがく、英語: Shizuoka Graduate University of Public Health Corporation）は、日本の公立大学法人。静岡社会健康医学大学院大学の設置者である。

## 概要
静岡県が設置団体となって発足した一般地方独立行政法人である。2021年（令和3年）4月1日の静岡社会健康医学大学院大学の開学に合わせ、その設置者として設立された。静岡県に代わって静岡社会健康医学大学院大学を運営している。

## 体制
公立大学法人静岡社会健康医学大学院大学の理事長には、設置している大学の学長が任命されている。法人の理事長と大学の学長と同一人物が兼任することで、機動的で学長のリーダーシップを発揮しやすい体制の構築を図っている。

## 沿革
- 2021年 - 設立。

## 設置している諸学校

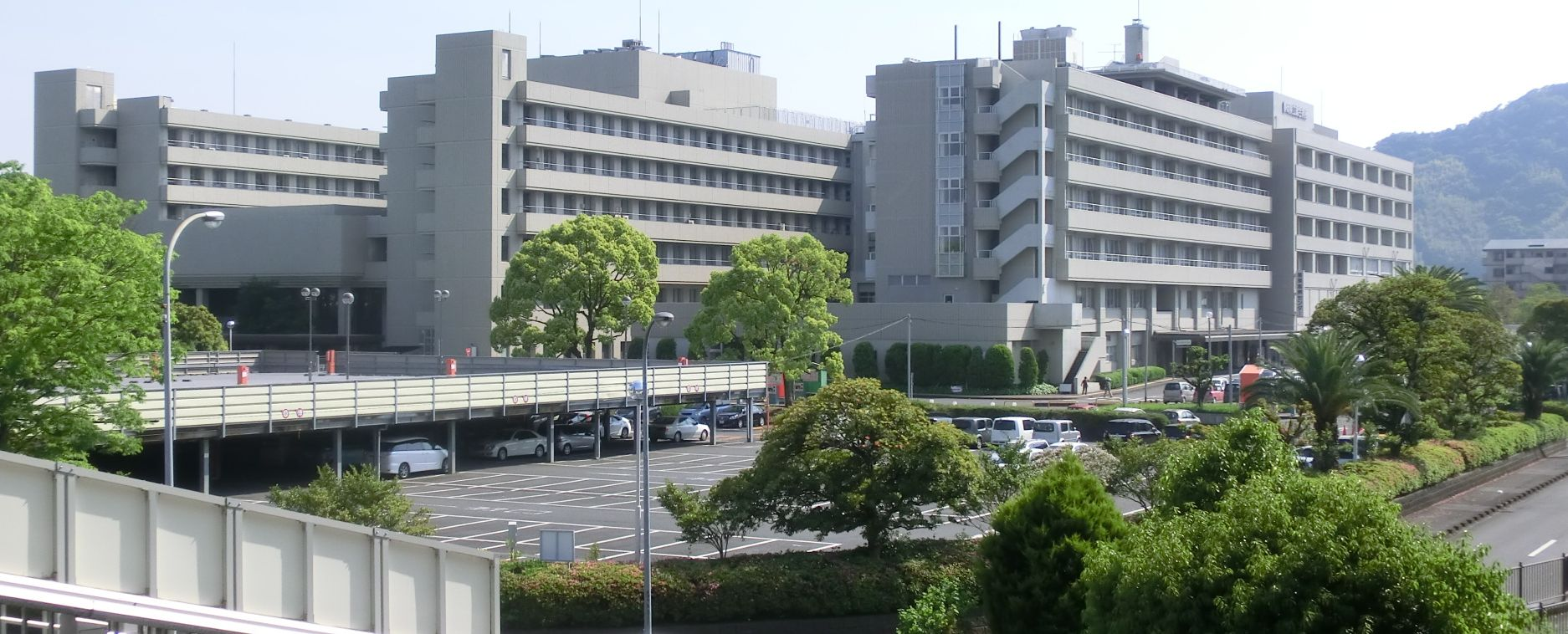
本部に隣接する静岡県立総合病院

### 大学
- 静岡社会健康医学大学院大学

## 理事長一覧
| 公立大学法人静岡社会健康医学大学院大学理事長 | 公立大学法人静岡社会健康医学大学院大学理事長 | 公立大学法人静岡社会健康医学大学院大学理事長 | 公立大学法人静岡社会健康医学大学院大学理事長 | 公立大学法人静岡社会健康医学大学院大学理事長 | 公立大学法人静岡社会健康医学大学院大学理事長 |
| 代                                           | 氏名                                         | 氏名                                         | 就任日                                       | 退任日                                       | 主要な経歴                                   |
| -------------------------------------------- | -------------------------------------------- | -------------------------------------------- | -------------------------------------------- | -------------------------------------------- | -------------------------------------------- |
| 1                                            |                                              | 宮地良樹                                     | 2021年4月1日                                 | （現職）                                     | 滋賀県立総合病院総長                         |

## 在籍した人物
現職／元職、常勤／非常勤問わず在籍した者を五十音順で記載した。括弧内は在籍当時の代表的な役職、ハイフン以降はその他の代表的な役職を示す。教育機関、研究機関としての静岡社会健康医学大学院大学に在籍した人物については「静岡社会健康医学大学院大学の人物一覧」を参照されたい。
- 浦野哲盟（理事（教育研究担当）[6]） - 浜松医科大学副学長（情報広報担当）
- 本庶佑（顧問[7]） - 静岡県理事長
- 宮地良樹（理事長[6]） - 滋賀県立総合病院総長